# Żegnaj, królowo
Żegnaj, królowo (fr. Les Adieux à la reine, 2012) – francusko-hiszpański melodramat historyczny w reżyserii Benoît Jacquota, którego scenariusz został napisany na podstawie książki Les adieux à la reine autorstwa Chantal Thomas.

## Fabuła
14 lipca 1789 20-letnia lektorka Marii Antoniny, Sidonie Laborde, rozpoczyna służbę na rzecz królowej Francji pod kierownictwem doświadczonych dam dworu. Nocą docierają do pałacu w Wersalu niepokojące wieści z Paryża o zdobyciu Bastylii. Wśród dworaków wybucha panika, oczekują na to, co zrobi monarcha. Rankiem 15 lipca 1789 Ludwik XVI udaje się bez eskorty do Stanów Generalnych. Wydarzenia trzech przełomowych dni początków rewolucji są pokazane z perspektywy Wersalu oczami młodziutkiej, pochodzącej z prowincji, pełnej uwielbienia dla królowej lektorki.

## Odbiór i krytyka filmu
Film był pokazywany 9 lutego 2012 na rozpoczęcie 62. MFF w Berlinie. Tadeusz Sobolewski z „Gazety Wyborczej” pisał z Berlina, że film pokazuje „intymność relacji władzy i służby” w momencie gdy „syty dworski świat [...] ma rys tragiczny, przeczuwa swój koniec”. Jego zdaniem w filmie „nie ma rewolucyjnego entuzjazmu - jest sugestywnie oddane poczucie końca jakiejś epoki”.
Według „Le Monde” ciesząca się bliskim dostępem do królowej Sidonie Laborde w kontekście tragicznych wydarzeń roku 1789 „przestaje rozróżniać sen od rzeczywistości, co jest centralnym wątkiem tego pięknego filmu”. „Le Figaro” podkreślał, że Maria Antonina w interpretacji Diane Kruger jest wyrafinowana, zmysłowa i zmienna.

## Obsada
- Léa Seydoux jako Sidonie Laborde, lektorka królowej
- Diane Kruger jako Maria Antonina, królowa Francji
- Virginie Ledoyen jako Gabrielle de Polignac
- Xavier Beauvois jako Ludwik XVI, król Francji
- Noémie Lvovsky jako madame Campan
- Michel Robin jako Jacob Nicolas Moreau
- Julie-Marie Parmentier jako Honorine
- Lolita Chammah jako Louison
- Vladimir Consigny jako Paolo
- Dominique Reymond jako madame de Rochereuil
- Anne Benoît jako Rose Bertin
- Hervé Pierre jako ojciec Hérissé
- Aladin Reibel jako ojciec Cornu de la Balivière
- Jacques Nolot jako pan de Jolivet
- Jacques Herlin jako Markiz de Vaucouleurs

i inni